# Dorothy Osborne
Dorothy Osborne, nota anche come Lady Temple (Chicksands Priory, 1627 – Moor Park, 1695), è stata una scrittrice inglese.

## Biografia
Dorothy Osborne appartenne ad una famiglia che aderì alla fazione monarchica realista durante la guerra civile inglese. In quegli anni la madre di Dorothy si trasferì assieme ai figli in Francia, per riunirsi con il marito. Proprio durante uno di questi viaggi Dorothy incontrò William Temple, uno studente dell'Università di Cambridge che si stava imbarcando, senza aver ottenuto la laurea.
Dorothy Osborne fu una gentildonna inglese nota per le lettere che scrisse al suo futuro marito, William Temple, prima del loro matrimonio. Le lettere sono scritte in uno stile semplice e colloquiale e presentano un'immagine interessante della vita di una giovane gentildonna inglese nel periodo che va dal 1647 al 1654.
Appartengono alla storia del costume inglese nella seconda metà del XVII secolo e costituirono un importante complemento all'opera dei famosi diaristi Samuel Pepys e John Evelyn.
Queste lettere risentirono poco dei contrasti politici problematici contemporanei e presentarono l'immagine di una donna intelligente, arguta, progressista e socialmente illuminata, capace di vedere il lato ridicolo di ogni cosa e di scriverne con adeguata, divertita e divertente malizia: vivaci e affettuose, si caratterizzarono per il buon senso, l'umorismo e l'osservazione acuta.
Figlia di Sir Peter Osborne, incontrò William Temple (in seguito Sir William) nel 1647 e, nonostante l'opposizione di entrambe le famiglie, si sposarono il 25 dicembre 1654. La famiglia di Dorothy Osborne era schierata decisamente a favore degli Stuart e quindi consideravano troppo moderate le posizioni del Temple.
Bisogna ricordare che la corrispondenza della Osborne ed il suo matrimonio coincisero con il periodo della dittatura di Oliver Cromwell, ma la Osborne non condivise gli estremismi lealisti della famiglia, al punto che parve, a un certo momento, addirittura disposta a sposare il secondogenito del dittatore.
Dopo il matrimonio, Dorothy Osborne e il marito, si trasferirono dapprima in Irlanda e successivamente, dal 1665 al 1771, nei Paesi Bassi, dove Temple ebbe l'incarico di ambasciatore.
Dopo il matrimonio divenne una moglie devota, come testimoniano alcune lettere superstiti degli anni successivi. Dal loro matrimonio nacquero nove figli, di cui sette morirono in tenera età. Amica della regina Maria II d'Inghilterra, fu sepolta nell'Abbazia di Westminster.
Sir William Temple conservò il gruppo di lettere che gli furono scritte durante il loro corteggiamento tra il dicembre 1652 e l'ottobre 1654 e rimasero in manoscritto fino al XIX secolo. Furono vendute al British Museum nel 1891. La loro migliore edizione fu pubblicata nel 1928 da G. C. Moore Smith.